# Hydroxyméthylphénol
L'hydroxyméthylphénol est un composé aromatique  de formule brute C7H8O2. Il est constitué d'un cycle benzénique substitué par un groupe hydroxyle (phénol) et un groupe hydroxyméthyle (alcool benzylique). Comme tous les benzènes disubstitués, il existe sous la forme de trois isomères structuraux, les composés ortho, méta et para, selon la position relative des deux substituants sur le cycle.

## Propriétés
| Hydroxyméthylphénol |                                                |                                               |                                               |
| Nom systématique    | 2-Hydroxyméthylphénol                          | 3-Hydroxyméthylphénol                         | 4-Hydroxyméthylphénol                         |
| Nom trivial         | Saligénine                                     |                                               | Gastrodigénine                                |
| Autre nom           | orthohydroxyméthylphénol o-hydroxyméthylphénol | métahydroxyméthylphénol m-hydroxyméthylphénol | parahydroxyméthylphénol p-hydroxyméthylphénol |
| Formule topologique |                                                |                                               |                                               |
| Numéro CAS          | 90-01-7                                        | 620-24-6                                      | 623-05-2                                      |
| PubChem             | 5146                                           | 102                                           | 125                                           |
| Formule brute       | C7H8O2                                         | C7H8O2                                        | C7H8O2                                        |
| Masse molaire       | 124,137 g·mol−1                                | 124,137 g·mol−1                               | 124,137 g·mol−1                               |
| État (CNTP)         | solide                                         | solide                                        | solide                                        |
| Apparence           | cristaux brun clair                            | cristaux beiges                               | poudre à fins cristaux blancs                 |
| Point de fusion     | 83 à 85 °C                                     | 69 à 72 °C                                    | 114 à 122 °C                                  |
| pKA                 | 9,92                                           | 9,83                                          | 9,82                                          |
| SGH                 | Attention                                      | Danger                                        | Attention                                     |
| Phrase H et P       | H315, H319 et H335                             | H315, H318 et H335                            | H319                                          |
| Phrase H et P       | P261 et P305+P351+P338                         | P261, P280 et P305+P351+P338                  | P305+P351+P338                                |

La présence et la position du groupe hydroxyméthyle n'influence que très faiblement le pKA du composé, qui reste très proche de celui du phénol (9,99).